# 舊金山—奧克蘭海灣大橋
舊金山—奧克蘭海灣大橋（英語：San Francisco-Oakland Bay Bridge），當地多簡稱為海灣大橋（Bay Bridge），又譯為灣區大橋，非正式名稱為James "Sunny Jim" Rolph Bridge，又稱諾頓皇帝大橋（Emperor Norton Bridge），是一座位於美國舊金山灣區，連接舊金山、芳草島（Yerba Buena Island）、以及奧克蘭的橋樑。海灣大橋是橫跨全美國的80號州際公路一部份，每天約有24萬輛次車輛行經這座橋樑。海灣大橋由Ralph Modjeski設計；1936年11月12日完工通車，比三藩市另一著名橋樑金門大橋早六個月通車。
这座桥由大致等长的两部分组成。旧的西段连接旧金山市区到耶尔巴布埃纳岛，较新的东段连接耶尔巴布埃纳岛到奥克兰。西段是双悬索桥。原来的东半段的最大横跨是一个悬臂桥。在1989年洛馬普里塔地震期間，东半段上层甲板的一部分坍塌到下层甲板，和桥梁关闭一个月。2002年，大桥东段开始改造工程，修建一个堤道连接到一个自锚式悬索桥。新大桥于2013年9月2日建成，造价超过65亿。根据吉尼斯世界纪录，这是目前世界上最宽的桥梁，該橋東段最寬處為78.74公尺。

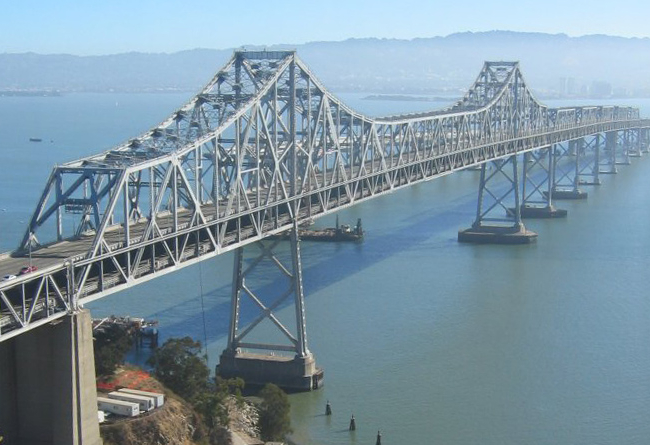
东段旧桥
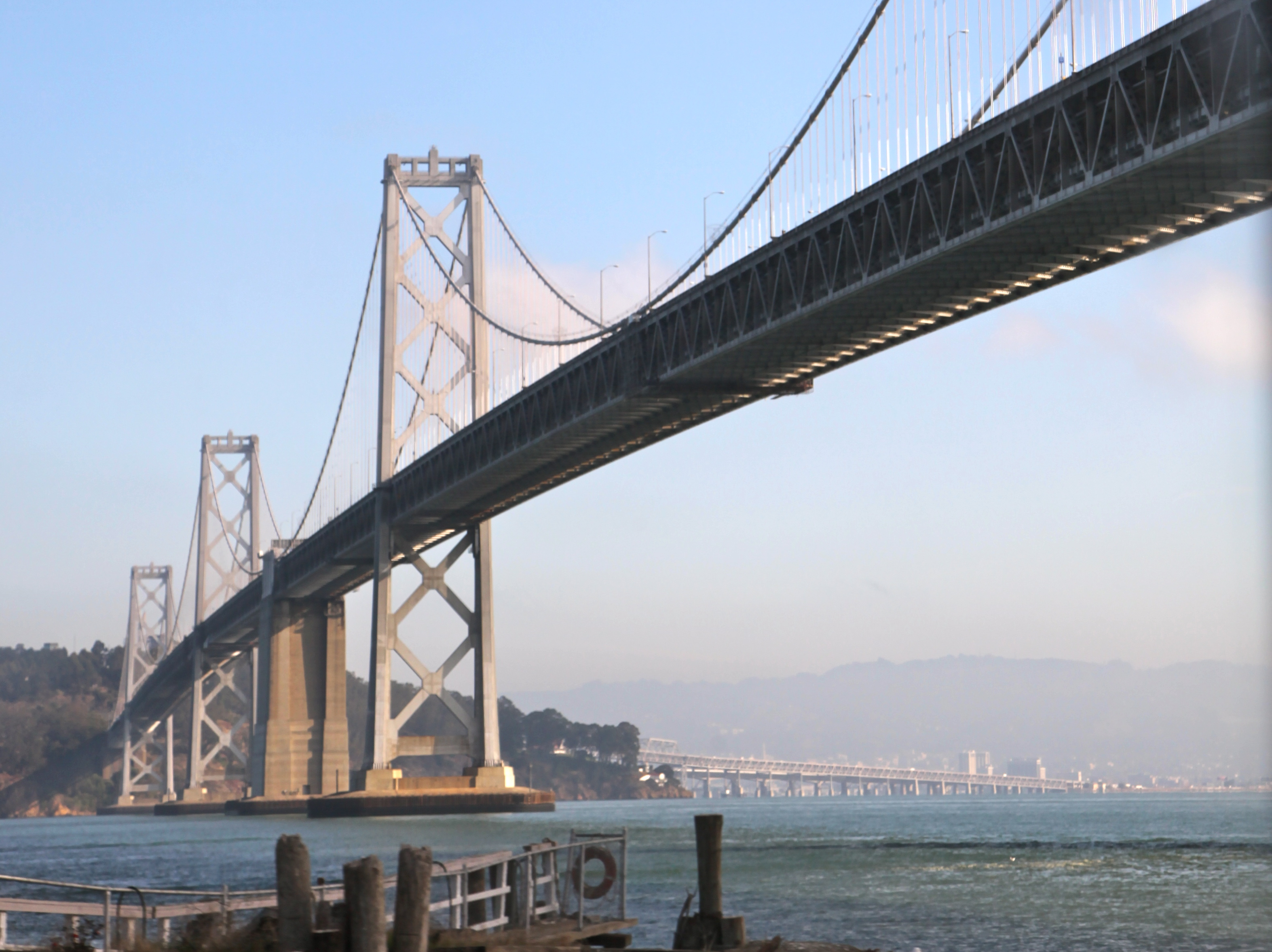
西段大桥
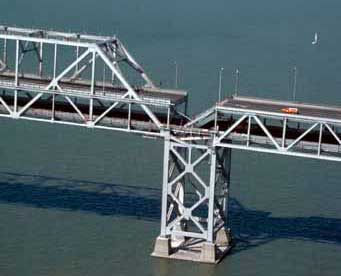
东段旧桥上层甲板坍塌
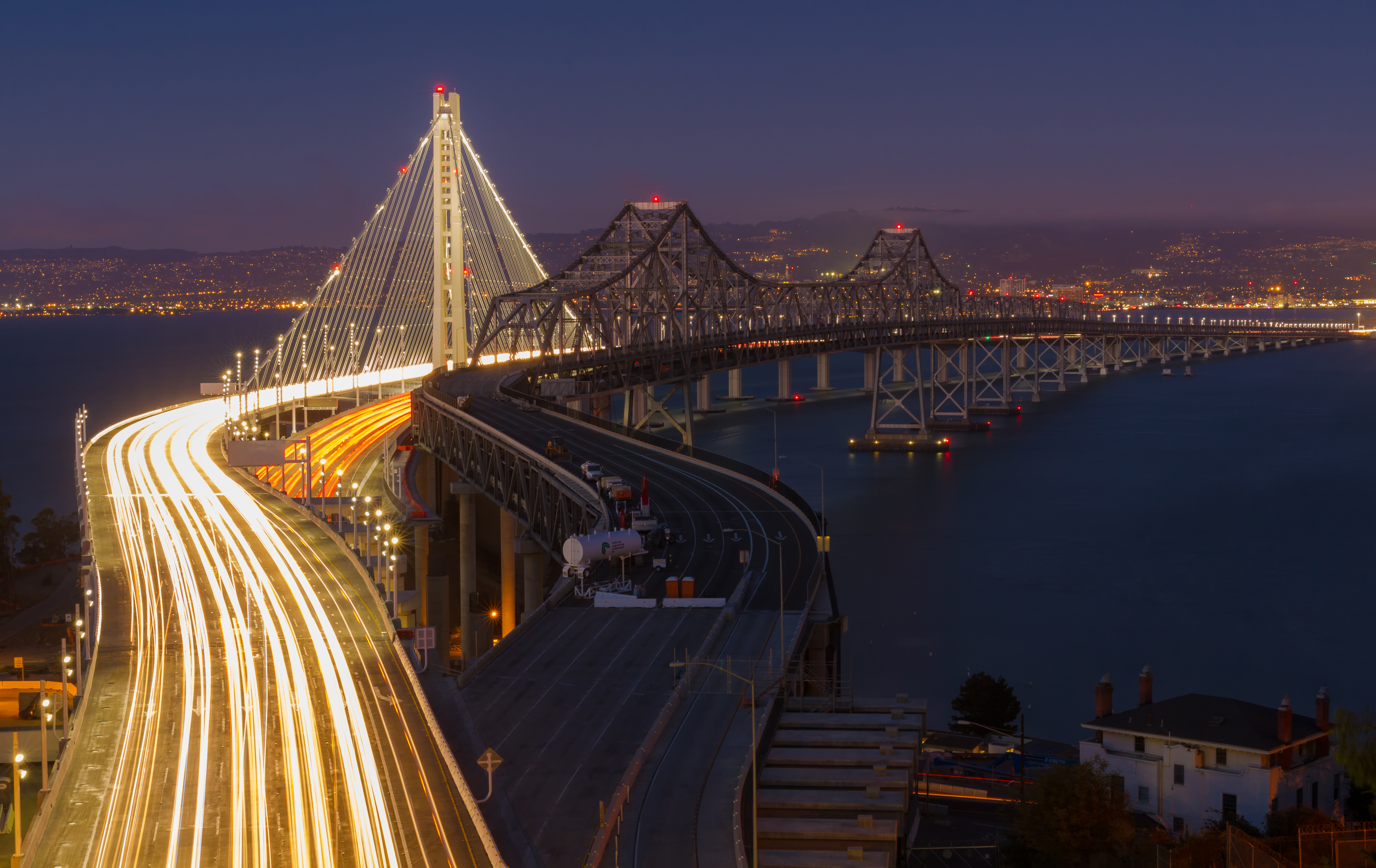
东段新旧二桥夜景
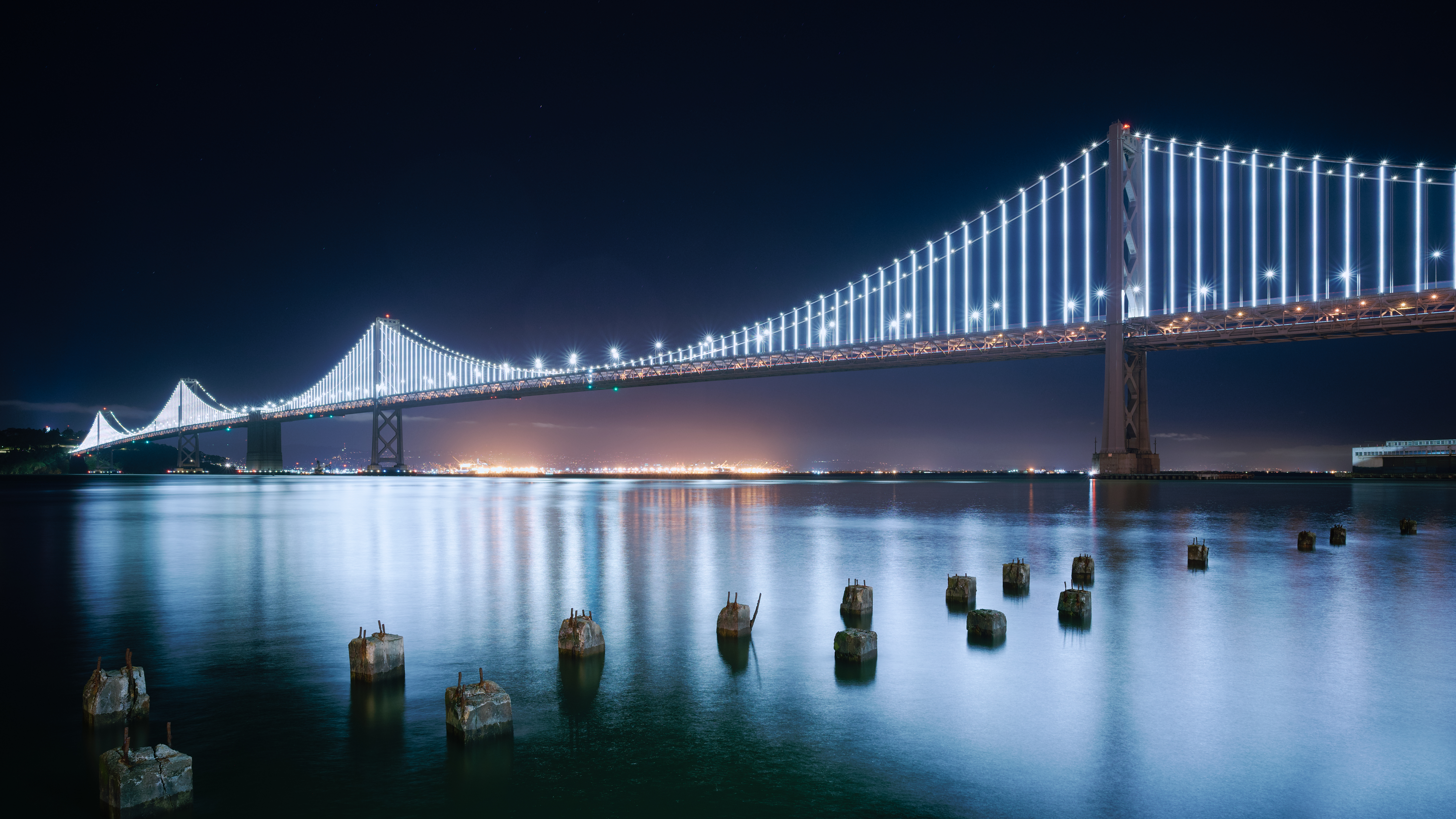
西段大橋夜景